# Kufra (cratera)
A cratera Kufra é uma cratera de impacto no quadrângulo de Cebrenia em Marte, localizada a 40.7° latitude norte e 239.77° longitude oeste.  Seu diâmetro é de 37.5 km e seu nome vem de uma cidade na Líbia. 